# Йога-Васиштха
«Йо́га-Васи́штха» (санскр. योग वासिष्ठ) — санскритское религиозно-философское сочинение, освещающее учение Адвайта-веданты и йоги.  
Представляет собой сборник бесед между индийскими древними мудрецами, собравшимися во дворце принца Рамы, чтобы передать ему по его просьбе духовное знание. На вопросы Рамы отвечает мудрец Васиштха, затрагивая различные темы, связанные с самоосознанием и Освобождением, с объяснением циклов создания, поддержания и разрушения Вселенной. Это самый большой по объёму санскритский текст после «Махабхараты» и «Рамаяны» и один из важнейших текстов по йоге и адвайта-веданте. 
Благодаря манере изложения материала, «Йога-Васиштха» часто характеризуется как наиболее подходящий текст для изучения теми, кто желает понять основы индуистской философии. 
«Йога-Васиштха» состоит из около 30 000 шлок и из кратких, поучительных историй. Учёные датируют текст периодом с VI по XIV века.
«Йога-Васиштха» также известна под другими названиями: «Маха-Рамаяна», «Арша-Рамаяна», «Васиштха-Рамаяна» и «Васиштха-гита».
Издательство «Ганга» в 2010 году выпустило перевод книг первой и второй. Также на русском языке доступен конфессиональный перевод, выполненный Свами Видьянанда Сарасвати.